# Utbildning i Sydafrika
Utbildning i Sydafrika är obligatorisk upp till årskurs nio. I Sydafrika börjar barnen i skolan när de är sex år. Barnen börjar då i Primary school. Efter Primary School går eleverna vidare till Secondary School. Efter årskurs nio måste man inte fortsätta högre, men har man råd och vilja kan man fortsätta till High School och gå ytterligare tre år. Allt som allt blir det 12 skolår. 
Väldigt få elever fortsätter även upp till "grade 13" som är ytterligare ett år i skolan. Därefter kan man fortsätta till universitet.
Innan barnen börjar Primary School finns det en del skolor som erbjuder "grade R" eller årskurs 0, som en förskola.
Enligt Department of Basic Educations undersökning från 2010 hade Sydafrika i snitt 30 elever per lärare, 475 elever och 16 lärare per skola. Antalet elever per skola och lärare varierar mycket, beroende på vilken provins man befinner sig i.
Hemundervisning, även kallat hemskolning är tillåtet sedan 1996.

## Skoldagar och skolår
Skoldagarna börjar oftast runt 08:00, men ibland så tidigt som 07.00, och slutar runt 13.00 för de lägre klasserna och mellan 14:00 och 15:00 för de högre klasserna. Vad skolåret beträffar börjar det i januari och slutar i december. I Sydafrika har skolåret fyra terminer. Den första terminen börjar i mitten på januari och håller på till slutet på mars eller början på april. Efter det är det dags för ett lov som är tio dagar långt. Termin nummer två börjar i början av april och håller på till mitten av juni och efter det får man ett lov på tre veckor. Den tredje terminen börjar tidigt i juli och slutar i slutet av september, efter det har man ett tio dagar långt lov. Den sista terminen börjar i början av oktober och slutar i början av december. Därefter har man sommarlov.

## Ekonomin
Skolorna i Sydafrika får ett bidrag från staten varje år för att täcka sina driftskostnader. Pengarna kan till exempel gå till löner, utbildningsmaterial eller administrativa kostnader. De allra flesta skolorna kompletterar dock det statliga bidraget med andra pengar, såsom skolavgifter, insamlingsevenemang eller donationer. Storleken på bidraget som betalas ut från staten bestäms till stor del av var skolan ligger och hur området runt omkring är, till exempel hur rikt området är, arbetslösheten och allmän utbildningsnivå för befolkningen i området där skolan är belägen. Ligger skolan i ett rikt område får den mindre statliga bidrag eftersom det då finns det större möjlighet att få in pengar på annat håll, exempelvis genom skolavgifter. Skolorna i de rikare områdena har ofta mycket extra intäkter vilket innebär att standarden på utbildningen är mycket högre än för de lite fattigare områdena.
Alla har inte råd att gå i skolan vilket ofta beror på skolavgifterna. Det finns ingen gräns för hur mycket skolorna får ta i avgift. Har föräldrarna inte råd att betala skolavgiften finns det statliga bidrag att söka. De allra flesta skolorna tar skolavgift, men det finns även de som väljer att inte göra det och istället klara sig på bidraget från staten. Även om skolan väljer att göra på det sättet är skolgången ändå inte gratis för eleverna. Alla barn som går i skolan måste ha skoluniform och dessa får man betala för, även om det ofta finns möjlighet att köpa begagnande. Varje skola har en speciell uniform. Vidare får elevernas ofta stå för skolmaterial, såsom anteckningsblock, pennor och liknande.
Skolorna i Sydafrika är inte skyldiga att offentliggöra sina skolavgifter för allmänheten, men två exempel på skolavgifter från icke-privata skolor är dels Settler High i Bellville, som 2013 tog 15 200 rand per barn och år, vilket motsvarade ungefär 10 500 svenska kronor, och dels Monument Park High som samma år tog 9 000 rand per barn och år, vilket motsvarade ungefär 6 300 svenska kronor.